# Miho Bošković
Miho Bošković (Ragusa, 11 gennaio 1983) è un ex pallanuotista croato, vincitore di un oro olimpico, un campionato mondiale, un campionato europeo e una World League con la calottina della propria nazionale. Nel suo palmarès vanta anche due bronzi mondiali, un secondo posto in World Cup, un argento e due bronzi in World League oltre a sei campionati croati, quattro Coppe di Croazia, una Lega Adriatica, una Champions League e una Supercoppa LEN con lo Jug e un campionato ungherese con il Vasas. Nel 2016 si è ritirato a causa di problemi alle vertebre del collo.

## Palmarès

### Club

#### Trofei nazionali
- Campionato croato: 6

Jug Dubrovnik: 2004-05, 2005-06, 2006-07, 2008-09, 2009-10, 2012-13
- Campionato ungherese: 1

Vasas: 2011-12
- Kup Hrvatske: 4

Jug Dubrovnik: 2005-06, 2006-07, 2007-08, 2008-09

#### Trofei internazionali
- Coppa dei Campioni/Eurolega: 1

Jug Dubrovnik: 2005-06
- Supercoppa LEN: 1

Jug Dubrovnik: 2006
- Lega Adriatica: 1

Jug Dubrovnik: 2008-09

### Nazionale
- Oro olimpico: 1

2012
- Mondiali: 1

2007
- Europei: 1

2010
- World League: 1

2012

## Riconoscimenti
- LEN Award: 2007, 2012